# بهرام بیضایی: موزاییک استعاره‌ها
بهرام بیضایی: موزاییک استعاره‌ها (به انگلیسی: Bahram Beyzaie: A Mosaic of Metaphors) فیلمِ مستندی است از بهمن مقصودلو دربارهٔ بهرام بیضایی و سینمایش که سالِ ۲۰۱۹ میلادی منتشر شد. گفتگوهای مقصودلو با بیضایی در این فیلم به سال‌های ۱۳۸۱ در تهران و ۱۳۹۶ در پالو آلتو ضبط شده است.
نامِ انگلیسیِ فیلم هنگامِ ساخت «Bahram Beyzaie: A Cultural Legend» اعلام شده بود؛ که سپس‌تر تغییر کرد. غیر از بیضایی، بهمن مقصودلو و لیلی امیر ارجمند و گادفری چشایر و پروانه معصومی و اسماعیل نوری علا و ریچارد پنیا و مژده شمسایی و سوسن تسلیمی در این فیلم سخن می‌گویند.

## نمایش

### سینمایی
نمایشِ این فیلم از سالِ ۱۳۹۸ در تورنتو آغاز شد و سپس در جاهای مختلف، از جمله چند جشنوارهٔ سینمایی مثلِ مسا، ادامه یافت. ۱۳ دسامبرِ ۲۰۱۹ در دانشگاهِ جرج واشینگتن و ۱۶ فوریهٔ ۲۰۲۰ در دانشگاهِ کنکوردیا با حضورِ بیضایی به نمایش درآمد. در دانشگاهِ ییل و سینما راکسیِ سان فرانسیسکو نیز نشانش دادند.

### تلویزیونی
نخستین نمایشِ تلویزیونیِ این فیلم در سه پاره در سه هفتهٔ پیاپی از تلویزیونِ ایران اینترنشنال بود، از ۵ دیِ ۱۳۹۹.

## در نظرِ دیگران
بهرام بیضایی: موزاییک استعاره‌ها را باید دید، لذت برد، آموخت، متأسف شد و از بهمن مقصودلو تشکر کرد.

بهرنگ رهبری
به نظرِ علیرضا میبدی این فیلم روایتی «شفاف و سیال» از «زندگی، شناسه، دنیانگری و آثار» ِ بهرام بیضایی است. به گفتهٔ بهرام بهرامی، پس از این فیلم کسی «نمی‌تواند او را فراموش کند.» پیر-هنری دولو فیلم را واضح و صریح و تأثیرگذار گفت و گادفری چشایر هم آن را شیوا و نافذ شناخت. فیروزه خطیبی نیز اثرش را «کوبنده» وصف کرد. غلامحسین نامی این را «از بهترین فیلم‌های مستند ساختهٔ بهمن مقصودلو» به شمار آورد و نازی عظیما «دقت و ظرافت» ِ تحلیلیِ فیلم‌ساز را ستود.

## کتاب
گفتگوهای فیلم‌ساز با بیضایی و پروانه معصومی و سوسن تسلیمی و مژده شمسایی برای این فیلم پاییزِ ۱۴۰۲ در کتابِ موزاییک استعاره‌ها: گفت‌وگو با بهرام بیضایی و زنان فیلم‌هایش به وسیلهٔ انتشاراتِ برج (تهران) منتشر شد.